# 甲子镇 (陆丰市)
甲子镇，是中华人民共和国广东省汕尾市陆丰市下辖的一个乡镇级行政单位，位于陆丰市东南部，镇面积14.72平方千米。

## 行政区划
甲子镇下辖以下地区：
半径、东南、东北、西南、西北、人字、后溪、元帝、高地、北栅、旧关、东关、新村、帆铺、望湖、东宫、东湖、水门、天堂、前林、吉安、东方、南关、新关、瀛东
。

## 教育
甲子镇是三甲地区的教育中心。

### 甲子镇高中学校
甲子中学

甲子镇职院:甲秀职院

### 甲子镇初中学校
甲子第一中学

甲子第二中学

甲子第三中学

甲子第四中学

甲秀中學

金源实验中学